# Rudolf aus den Ruthen
Rudolf aus den Ruthen (* 9. Mai 1913 in Bremen; † 1990) war ein deutscher Journalist, stellvertretender Hauptschriftleiter der SS-Zeitung Das Schwarze Korps und ein bremischer Politiker der Deutschen Partei (DP). Er war Mitglied der Bremischen Bürgerschaft.

## Biografie
Er wurde am 9. Mai 1913 in Bremen als Sohn der Eheleute Wilhelm aus den Ruthen und Anna Vossmeyer geboren. Nach Schulbesuch mit dem Abschluss der Mittleren Reife und dem Besuch der Handelsschule von 1931 bis 1933 absolvierte er ein Volontariat bei der Bremer Nationalsozialistischen Zeitung.
Von 1933 bis 1935 war er Chef vom Dienst bei der Pommerschen Zeitung in Stralsund, seit 1935 stellvertretender Schriftleiter des SS-Organs Das schwarze Korps.

## Politik
Ruthen trat zum 1. Juni 1931 der NSDAP bei (Mitgliedsnummer 546.622), war 1931/32 in der SA und seit November 1934 in der SS (SS-Nummer 257.703), seit April 1943 Sturmbannführer. Er war von April 1940 bis 1945 in der Waffen-SS Kriegsberichterstatter der SS-Standarte Kurt Eggers.
Aufgrund eines „automatic arrest“ wurde er von Mai 1945 bis April 1949 interniert.
Nach Entlassung aus der Internierung arbeitete er zunächst als selbständiger Kaufmann. Von Oktober 1953 bis Mai 1961 war er hauptamtlicher Geschäftsführer der rechtsgerichteten DP in Bremen und saß für die Partei von Juni bis Oktober 1959 in der Bremischen Bürgerschaft.